# ويلمستاد (شمال برابنت)
ويلمستاد (بالهولندية: Willemstad) هي مدينة هولندية وتقع في مقاطعة شمال برابنت.

## تاريخ
تأسست عام 1583